# Sphenomorphus tropidonotus
Sphenomorphus tropidonotus — вид сцинкоподібних ящірок родини сцинкових (Scincidae). Ендемік Індонезії.

## Поширення і екологія
Sphenomorphus tropidonotus мешкають на Сулавесі та на сусідніх островах Бутон, Пеленг і Тогіан. Вони живуть у вологих рівнинних тропічних лісах.

## Збереження
МСОП класифікує цей вид як такий, що перебуває під загрозою зникнення. Sphenomorphus tropidonotus загрожує знищення природного середовища.